# Randolph (New Hampshire)
Pour les articles homonymes, voir Randolph.
Randolph est une municipalité américaine située dans le comté de Coös au New Hampshire. Selon le recensement de 2010, sa population est de 310 habitants.

## Géographie
La municipalité s'étend sur 47,15 milles carrés (122,12 km2), dont 0,06 milles carrés (0,16 km2) d'étendues d'eau.

## Histoire
La localité est fondée en 1772. Elle prend alors le nom de Durand, en l'honneur de l'un de ses propriétaires, John Durand, ami du gouverneur John Wentworth. Elle devient une municipalité en 1824 et adopte le nom de John Randolph de Roanoke, proche du gouverneur Levi Woodbury.